# Playmaker

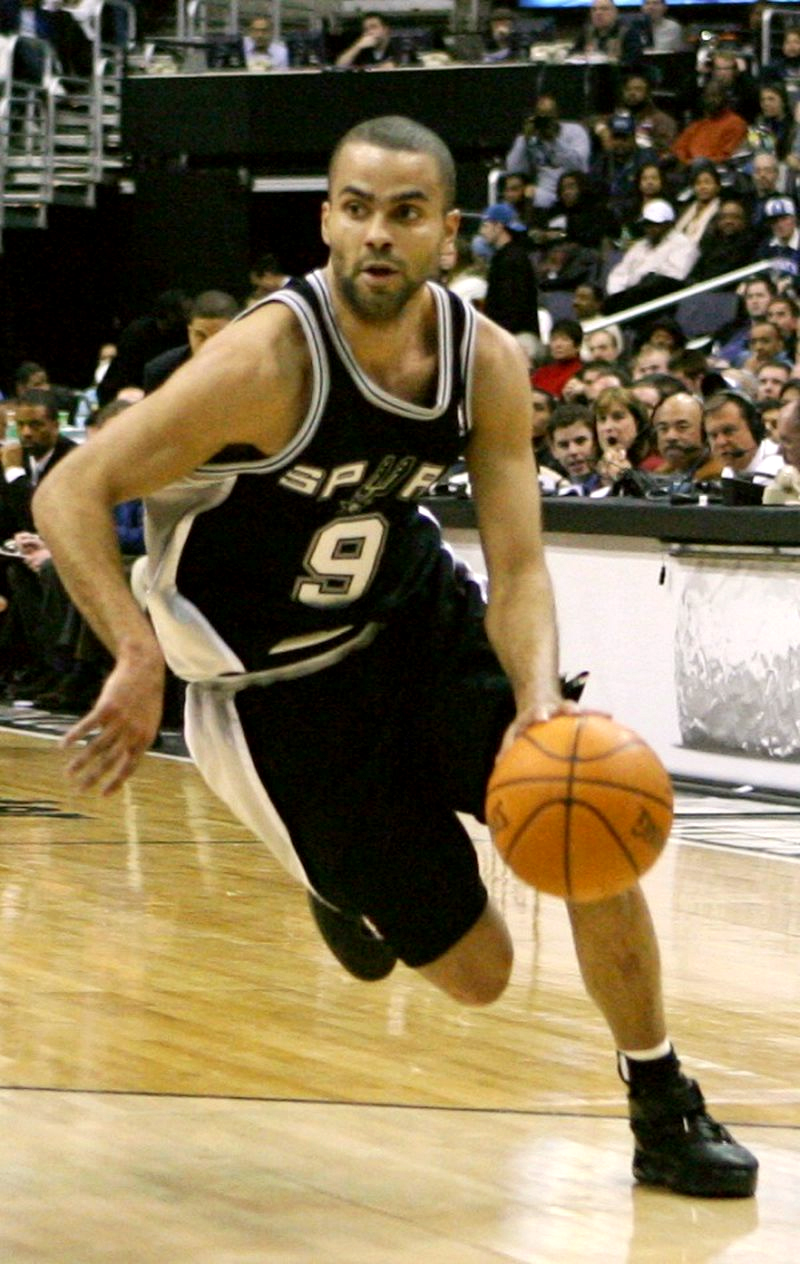
Il playmaker Tony Parker in azione

Il playmaker (lett. "creatore del gioco", talvolta abbreviato in play, in lingua inglese point guard) è uno dei cinque ruoli di gioco nella pallacanestro. Negli schemi è indicato con il numero 1.

## Caratteristiche
Si tratta normalmente di una posizione interpretata dal cestista più veloce della squadra e maggiormente dotato dal punto di vista tecnico: tra le qualità principali del playmaker rientrano infatti l'abilità nel palleggio, una buona visione di gioco, la precisione nei passaggi e nel tiro a canestro. È inoltre capace di smarcare efficacemente i compagni, tra cui il centro, e servire loro assist. In fase difensiva, è invece richiesto al playmaker di contrastare gli avversari e catturare i rimbalzi.
Proprio in ragione dell'importanza che assume all'interno della squadra, viene talvolta definito «allenatore in campo» (fatto che richiama, sotto certi aspetti, quanto avviene nel calcio con il regista); non da ultimo, tale giocatore si occupa anche di chiamare gli schemi durante la partita.
Tra i maggiori interpreti del ruolo nella storia NBA si possono citare Magic Johnson, Oscar Robertson, Bob Cousy, John Stockton, Isiah Thomas, Allen Iverson, Steve Nash, Jason Kidd, Derrick Rose, Tony Parker, Chris Paul, Stephen Curry, Kyrie Irving, Russell Westbrook, Luka Dončić.